# Hoi An
Hoi An (viet. Hội An) je pobřežní město ve středním Vietnamu, v provincii Quang Nam (viet. Quảng Nam), situované při ústí řeky Thu Bon (viet. Thu Bồn). Má přes 120 tisíc obyvatel (2008). Od 16. století bylo toto místo významným námořním přístavem, významným pro celý region pevninské části jihovýchodní Asie. Evropané znali město v době jeho největší slávy v 16.-17. století pod jménem Faifo. Díky tomu, že se zde usazovali cizí obchodníci, smísilo se zde při výstavbě města velké množství architektonických stylů. Historické jádro města se dochovalo v autentické podobě do dnešních dnů a je památkově chráněno. Pro svůj jedinečný ráz a zachovalost byl Hoi An v roce 1999 připsán do Seznamu světového kulturního dědictví UNESCO.

## Dějiny
V dnešní středovietnamské provincii Quang Nam, zahrnující Hoi An, byla objevena řada cenných pozůstatků z doby železné, patřících k tzv. sahuynhské kultuře (zhruba 1000 – 200 př. n. l.). Minimálně od té doby je tedy prokázáno osídlení tohoto regionu. Mezi 2. a 14. stoletím se tato oblast stala součástí vlivné Čamské říše a už tehdy toto místo fungovalo jako námořní přístav, kam údajně přijížděli i Indové, Arabové a Peršané.
Hoi An nabyl jako mezinárodní přístav významu zejména v 16. a 17. století, kdy se sem sjížděli nejen asijští, ale už i evropští mořeplavci a obchodníci (Portugalci, Italové). Řada cizinců se zde usadila, Číňané a Japonci si vytvořili vlastní čtvrti. Právě sem přijížděli také četní křesťanští misionáři a lze říci, že právě z Hoi Anu (známého tehdy jako Faifo) se na vietnamské území začalo šířit křesťanství.
V pozdějších staletích pozbyl Hoi An své původní důležitosti především proto, že ústí řeky Thu Bon bylo stále více zanášeno dalšími nánosy a původní přístav se stal nepřístupným pro námořní lodě. Jeho roli převzal nově vznikající a rostoucí přístav v nedalekém Danangu (asi 30 km od Hoi Anu). Díky tomu zůstal nevelký Hoi An v ústraní a nebyl poškozen ani v dobách nejtěžších bojů za dvou indočínských válek ve 20. století.

## Kulturní dědictví města
Domy ve starých uličkách v Hoi Anu vynikají svou architekturou, v níž se slučují různé vlivy (čínské, japonské, portugalské). Řada domů patřila obchodníkům, jejichž potomci je stále obývají. Mnohé budovy jsou ze dřeva, v bohatších domech jsou trámy zdobené bohatými řezbami a inkrustacemi. Řada z domů je zastřešena typickými prohnutými taškami. Do seznamu památek je zapsáno více než tisíc objektů, mezi nejznámější stavby patří japonský krytý most ze 16. století, několik shromažďovacích a obřadních síní bývalých čínských kongregací (fu-ťienské, kantonské, kuej-čouské aj.), jakož i řada zdobných soukromých domů, převážně ze dřeva.
Hoi An se stal díky své dávné prosperitě i místem, kde se dařilo četným řemeslům (řezbářství, keramika, krejčovské dílny, výroba lampionů), jež v současnosti zažívají s přílivem turistů nový rozkvět. S Hoi Anem je spojeno také několik místních kulinářských specialit.

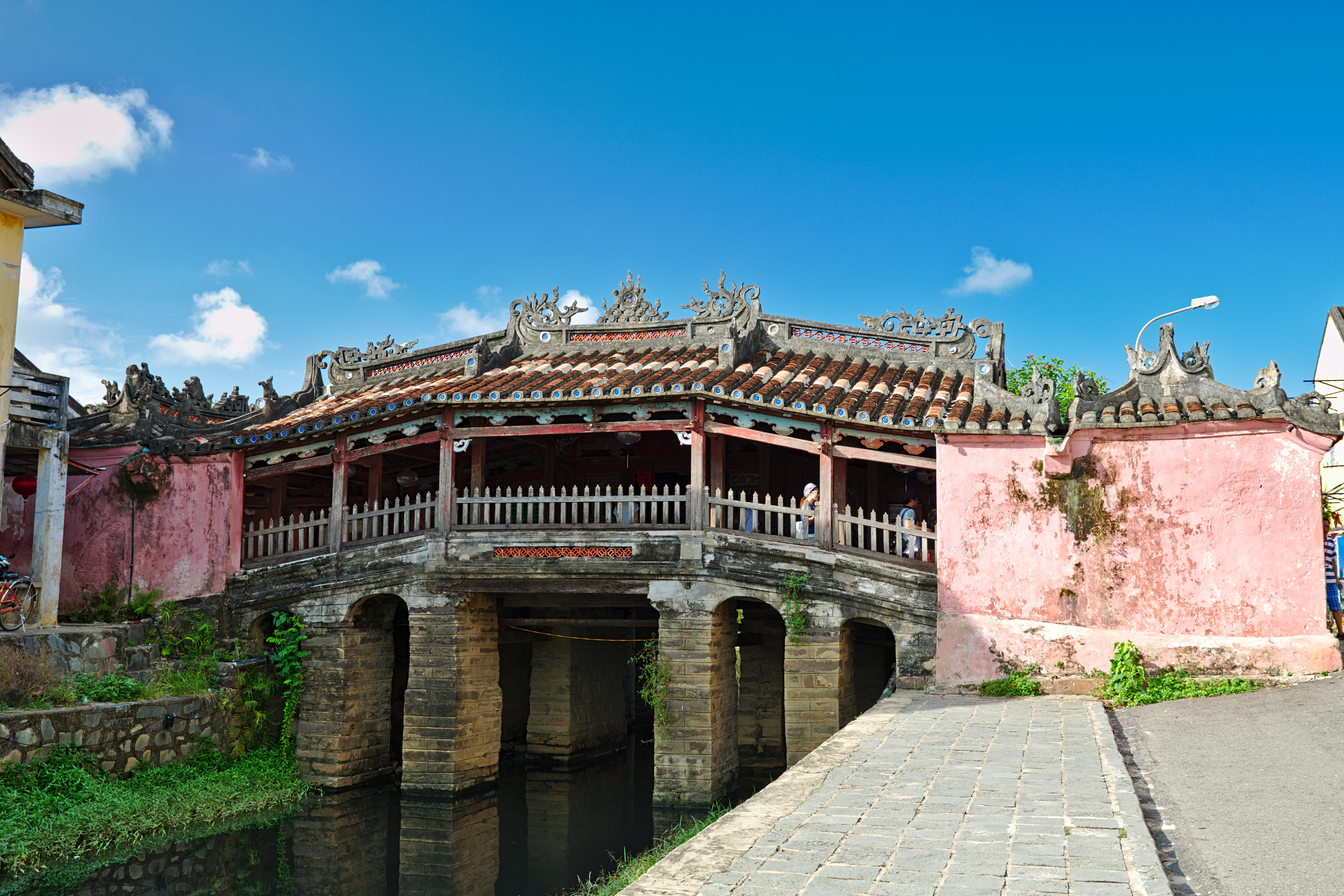
japonský krytý most
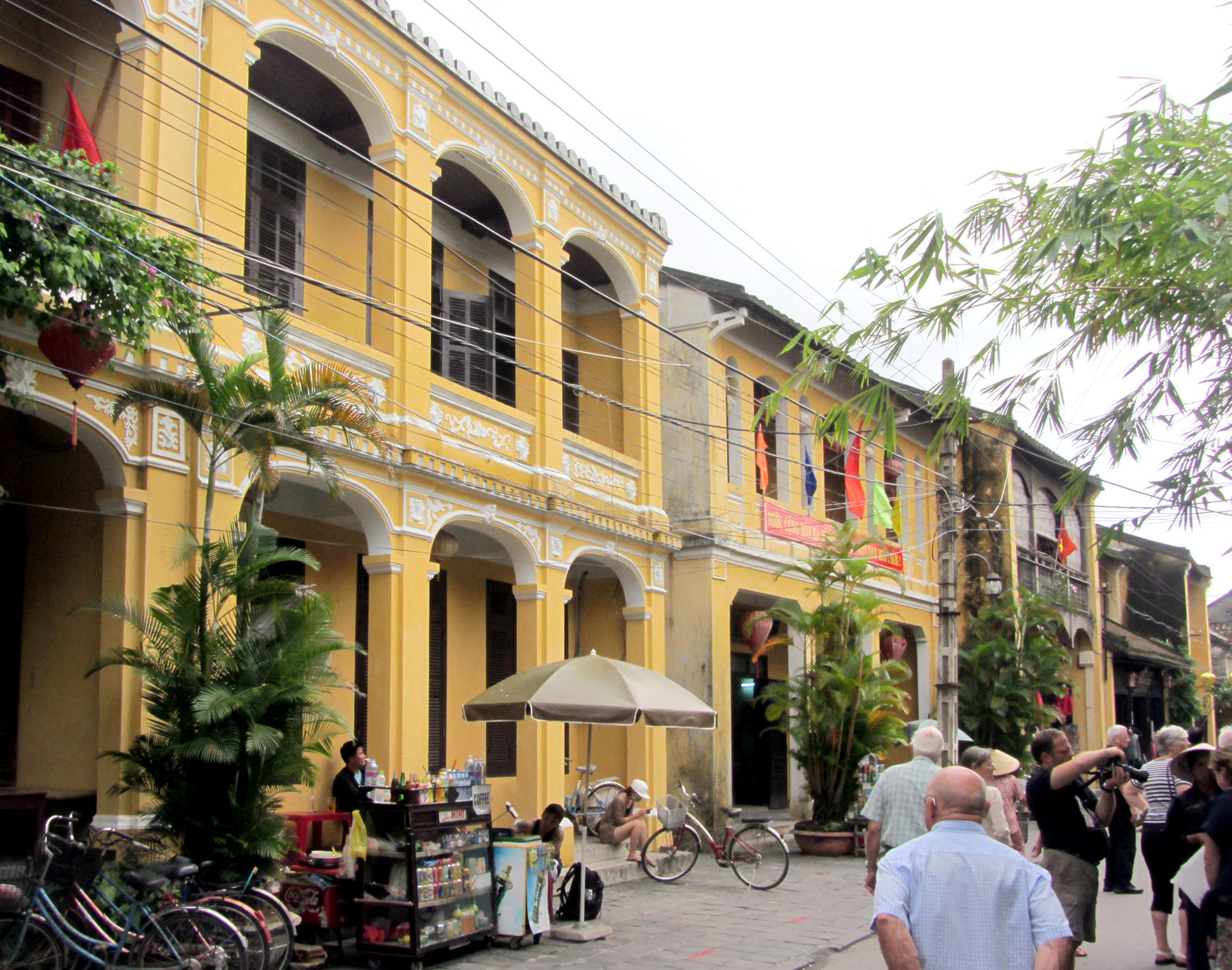
ulice v historické části
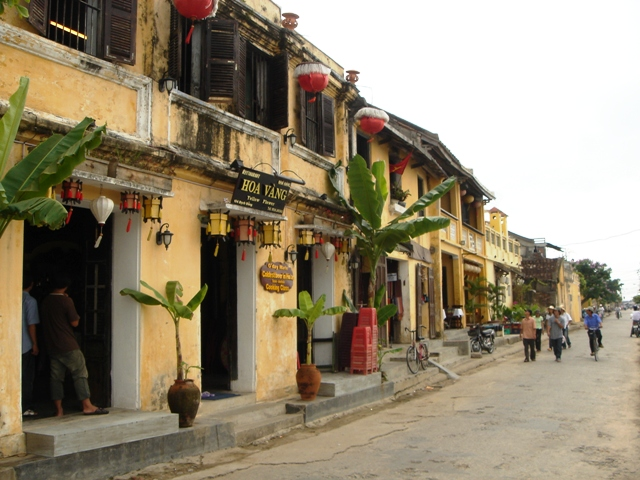
ulice v historické části
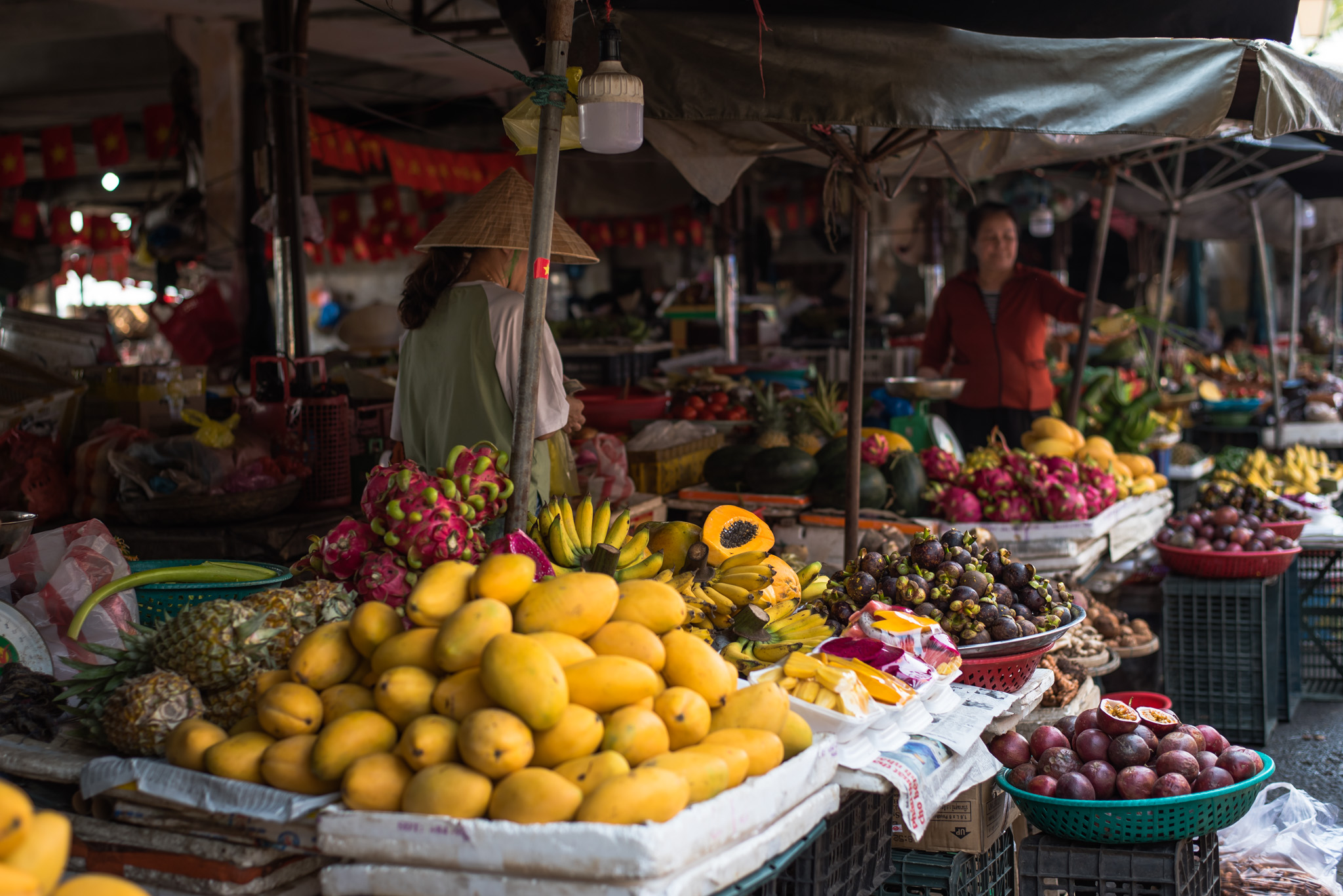
tržiště